# グラディウスシリーズ
「グラディウスシリーズ」は、コナミ（後のコナミデジタルエンタテインメントならびにコナミアミューズメント）より発売された、シューティングゲームのシリーズ作品。
ゲームの内容は自機であるビックバイパー（VIC VIPER）などの「超時空戦闘機」を操作し、バクテリアン軍などの敵の殲滅を目指す、というものである。
アーケード版の各種権利はコナミグループ再編に伴い、2016年11月1日付でコナミデジタルエンタテインメントからコナミアミューズメントへ再継承された。

## シリーズ作品
グラディウスは数多くの移植版、続編が作られたが、それらのベースになっているのは主に初代『グラディウス』もしくは『グラディウスII』で、以後の作品はこれらを下敷にして製作されているものが多い。

### アーケード
アーケードゲームで登場したのは9作。以下の表で、年月日は初登場した機種のものである。
| 初登場     | タイトル                         | プラットフォーム |
| ---------- | -------------------------------- | --- |
| 1985年5月  | グラディウス                     | AC、FC、MSX、PC-8801mkIISR、X1、X68000、PCE、PS、SS、Win、携帯電話・PHS、PSP、i-revo、Wii、DS、PS3、3DS、Wii U、PS4 |
| 1986年7月  | 沙羅曼蛇                         | AC、FC、MSX、X68000、コモドール64、PCE、PS、SS、携帯電話・PHS、i-revo、PSP、Wii、3DS、Wii U、PS4                    |
| 1987年6月  | ライフフォース                   | AC、PS、SS、PSP、PS4                                                                                                |
| 1988年3月  | グラディウスII -GOFERの野望-     | AC、FC、PCE、X68000、PS、SS、Win、携帯電話、W-ZERO3、i-revo、PSP、Wii、PS4                                          |
| 1989年12月 | グラディウスIII -伝説から神話へ- | AC、SFC、PS2、i-revo、PSP、Wii                                                                                      |
| 1996年1月  | 沙羅曼蛇2                        | AC、PS、SS、PSP |
| 1997年7月  | ソーラーアサルト                 | AC |
| 1997年12月 | ソーラーアサルト リバイズド      | AC |
| 1999年2月  | グラディウスIV -復活-            | AC、PS2、PSP |

『沙羅曼蛇』に関しては、『沙羅曼蛇2』が発売された頃からグラディウスシリーズと分けて考える人が増えてきたが、その後コナミのゲームPR誌『コナミマガジン』に掲載されたグラディウスの年表に『沙羅曼蛇』の各作品も加えられており、「沙羅曼蛇はグラディウスの正統な続編」であることがコナミにより改めて示された。

### 家庭用オリジナル
家庭用オリジナル作品は以下の通り。
| 初登場               | タイトル                          | プラットフォーム                             |
| -------------------- | --------------------------------- | -------------------------------------------- |
| 1987年8月22日        | グラディウス2                     | MSX、PS、SS、携帯電話、i-revo、PSP、PS3、Wii |
| 1989年1月27日        | ゴーファーの野望 エピソードII     | MSX、PS、SS、i-revo、PSP、PS3、Wii、Wii U    |
| 1989年8月4日         | コズミックウォーズ                | FC、i-revo                                   |
| 1990年2月23日        | ネメシス                          | GB                                           |
| 1991年8月9日         | ネメシスII                        | GB                                           |
| 1993年11月12日       | ネメシス'90改                     | X68000                                       |
| 1997年8月28日        | グラディウス外伝                  | PS、PSP                                      |
| 2001年1月17日        | グラディウスジェネレーション      | GBA                                          |
| 2004年2月2日         | グラディウスNEO                   | 携帯電話                                     |
| 2004年3月1日         | グラディウスNEO -IMPERIAL-        | 携帯電話                                     |
| 2004年7月22日        | グラディウスV                     | PS2                                          |
| 2008年9月2日         | グラディウス リバース             | Wii                                          |
| 2010年9月30日        | グラディウス・アーク -銀翼の伝説- | 携帯電話                                     |
| 2025年8月7日発売予定 | 沙羅曼蛇III                       | Switch、PS5、Xbox X/S、Steam                 |

2005年の東京ゲームショウにおいて、PLAYSTATION 3用ソフトとして『グラディウスVI』の開発がアナウンスされたが発売中止になった。

### カップリング移植
PlayStation以降の移植作品は、複数のタイトルが1本のソフトにまとめて収録されている。
グラディウスDELUXE PACK
グラディウスとグラディウスIIの2作セット移植。
PS、サターンで1996年3月29日に発売。Windows 95版は1997年2月21日発売。
沙羅曼蛇DELUXE PACK PLUS
沙羅曼蛇、ライフフォース、沙羅曼蛇2の3作セット移植。
サターン版1997年6月19日発売、PS版は同年7月3日発売。
グラディウスIII&IV -復活の神話-
グラディウスIIIとグラディウスIVの2作セット移植。
PlayStation 2で2000年4月13日に発売。
グラディウス ポータブル
グラディウス、II、III、IV、外伝の5作セット移植。
PSPで2006年2月9日に発売。
沙羅曼蛇 ポータブル
沙羅曼蛇、ライフフォース、沙羅曼蛇2、XEXEX、グラディウス2の5作セット移植。
PSPで2007年1月25日に発売。
このほか、コナミが過去に発売したレトロゲームを多数収録したカップリング作品の中にもグラディウスシリーズが収録されている。
コナミアンティークスMSXコレクション
MSX版グラディウス、グラディウス2、ゴーファーの野望エピソード2、沙羅曼蛇（MSX）を収録。
PlayStation、セガサターンで発売。
このうちPS版のVol.1および2はゲームアーカイブスでダウンロード販売されているため、MSX版の『グラディウス』、『グラディウス2』、『ゴーファーの野望 エピソードII』がPSPとPS3でプレイ可能である。
コナミ アーケード コレクション
アーケード版グラディウスを収録。
ニンテンドーDSで2007年3月15日発売。開発はM2。
本体設定の言語を「英語」にしてからゲームを始めると、グラディウスがネメシスに変化している。勿論ゲーム内容もネメシスのものである。
アーケードクラシックス アニバーサリーコレクション
アーケード版のグラディウス、グラディウスII -GOFERの野望-、沙羅曼蛇を収録。アップデートによるボーナスコンテンツで海外版もプレイ可能。
PlayStation 4、Xbox One、Nintendo Switch、PC（Steam）向けに2019年4月18日配信開始。

### パロディ作品
『パロディウスシリーズ』はグラディウスシリーズのシステムを使ったパロディ作品としてのシリーズである。『オトメディウスシリーズ』は美少女キャラクターを前面に押し出した、グラディウスシリーズの新ブランド。詳細は各作品の項目を参照のこと。
| 初登場         | タイトル                                | プラットフォーム                                    |
| -------------- | --------------------------------------- | --------------------------------------------------- |
| 1988年4月28日  | パロディウス タコは地球を救う           | MSX、PS、SS、携帯電話、PSP、Wii、Wii U              |
| 1990年3月      | パロディウスだ! 〜神話からお笑いへ〜    | AC、FC、GB、X68000、PCE、SFC、PS、SS、携帯電話、PSP |
| 1994年4月26日  | 極上パロディウス 〜過去の栄光を求めて〜 | AC、SFC、PS、SS、PSP、携帯電話                      |
| 1995年12月26日 | 実況おしゃべりパロディウス              | SFC、PS、SS、PSP                                    |
| 1996年3月3日   | セクシーパロディウス                    | AC、PS、SS、PSP                                     |
| 1997年9月25日  | パロウォーズ                            | PS                                                  |
| 2007年10月15日 | オトメディウス                          | AC、Xbox 360                                        |
| 2011年4月21日  | オトメディウス エクセレント!            | Xbox 360                                            |

### その他
上記に含まないシリーズ作品を記載する。
- OVA版沙羅曼蛇 - グラディウスシリーズの世界観をベースにしたOVA作品。全3巻。
- 究極パロディウス - パロディウスシリーズの世界観をベースにしたドラマCD。
- オトメディウスA.D. - オトメディウスシリーズの世界観をベースにした携帯電話の漫画作品。
- 極楽パロディウス - パロディウスシリーズの世界観をベースにしたパチスロ機。
- グラディウス・ザ・スロット - グラディウスシリーズの世界観をベースにしたパチスロ機。

## タイトル
グラディウスとは元来、ラテン語で「剣」の意の「Gladius」である。特に古代ローマ時代に兵士が用いた短剣をさすことが多い。
しかし、本シリーズの綴りは『GRADIUS』で、かつ武器でも自機でもなく、星の名前とされている。デザイナーの中村健吾へのインタビューによると、前記の語とはたまたま発音が似ているだけの造語とされている。
初代作品の日本国外版タイトルは『NEMESIS』だったが、『グラディウスIII -伝説から神話へ-』からは日本国外版も「GRADIUS III」になっている。
なおビデオゲームにおける『グラディウス（GRADIUS）』の商標権は、本作の発売以前にコナミよりも先にナムコが登録していた。しかし、こちらは「家庭用ビデオゲーム」としての商標登録であったため、コナミによる本作の発売に影響はなかったとされる。また、コナミは本作の発売後に業務用ビデオゲーム『グラディウス』の商標権の出願を行っている。

## ゲームの流れ
各ステージの本編が始まる前には「空中戦」もしくは「前衛」と呼ばれるパートとステージ空中戦には専用BGMも用意されている。空中戦はステージ間をつなぐ役割および装備をパワーアップを可能にする役割を果たしている。またステージ本編の最後にはビッグコアなどのボスが登場し、撃破（もしくは一定の時間が経過してボスが自爆）すると次のステージに進める。ステージによってはボスの直前には中ボスや大量の敵が登場することもある。
『グラディウスII』以降では最終ステージに入る前に「ボスオンパレード」と呼ばれる、それまでの作品のボスが多少の改変を加えられ再登場するステージがある。最終ステージは敵の要塞というのが初代作品以降シリーズの伝統となっている。一部の作品を除き、ラスボス（最終ボス）は全く攻撃してこない、あるいは簡単に回避可能な攻撃を仕掛けてくるのみなのもやはり伝統となっている。それ以外にも大半の作品に火山やモアイ、細胞がそれぞれ登場するステージが存在するなどシリーズ恒例となっている事項が多数ある。
ラスボス撃破後はエンディングを挟んで再び最初のステージに戻り高次周回がスタートする。2周目以降は敵の弾数や編隊数が増加する、撃ち返し弾を撃ってくるなど難易度が上昇する。

## 操作方法
操作方法は作品により異なるが、アーケード版作品では基本的に8方向レバーと3ボタン（パワーアップ・対空ショット・対地ミサイル）を使用する。プラットフォームによっては対空ショットと対地ミサイルを1ボタンで併用する場合もある。
パワーアップボタン
赤いパワーカプセル取得後、パワーメーターが光っている箇所のパワーアップを装備する（次節で述べる）。
ショットボタン
通常は2連射可能なノーマルショットを前方に発射。パワーアップすることでダブル、もしくはレーザーを発射する。
ミサイルボタン
パワーアップの「MISSILE」装備後に、ミサイルを発射。PS版「沙羅曼蛇2」、PS2版「グラディウスⅢ」を除き、単発ミサイルボタン、連射ミサイルボタンは同じ役割を果たしている。

## パワーアップ
特定の敵（原則的に赤色の敵の撃破か編隊飛行する敵の全滅が基本であるが、シリーズを重ねるごとに、色に関係なく大型の敵の撃破やステージに予め配置されている場合もある）を倒すことで出現する赤いパワーカプセルを取り、好きな装備でパワーアップさせるユニークなシステムが取り入れられた。画面下にゲージがあり、カプセルを回収するごとに左端から順番に点灯、パワーアップボタンを押した時に点灯しているパワーアップが装備される。
革新的なシステムだったが、シリーズ以外では同社の『魔獣の王国』、『ファーストレーン』（国内未発売作品）の他、データイーストの『サイコニクス・オスカー』、東亜プランの『スラップファイト』『ヴイ・ファイヴ』に採用されているのみとなっている。
嵐のような激しい戦闘が展開されるパワーアップも、途中で敵にやられてしまった時には初期状態の貧弱な自機に戻ることになる。後に敵の弾を避けながらカプセルを集め、少しずつ強化されていく所に独特な盛り上がりを誘っていた。その反面に当時のゲームセンターでは、ある程度パワーアップした状態でやられると、残機を捨て、席を立って帰り去るプレイヤーも多かった。ゲームバランスの変わり方に違いもあるため、カプセルパワーアップは両刃の剣と呼ばれている。

### パワーカプセル
パワーカプセルは4機以上の敵編隊を全滅させるか、赤い敵を倒すと出現する。赤と青の2種類がある。回収によって得られる点数は作品・バージョンによってまちまちであるが、0点となっている作品もある。
赤カプセル
パワーアップに使用する。赤カプセルを1つ取るごとにパワーメーターのインジケーターが移動していき、パワーアップボタンを押すとパワーアップできる。
青カプセル
『I』では赤カプセルを15個出現させた後に対象の敵を倒すと出現する。『III』など出現しない作品もある。取った瞬間に画面上の雑魚敵（ノーマルショット1発で倒せる敵）を全滅させることができる。耐久力のある敵には、ノーマルショット1発を撃ち込むのと同等の効果がある。効率よく出現させることで窮地を切り抜ける手段に成り得たが、意図的に敵を倒さずに進むのは困難であったため、出現位置を調整するには高度なテクニックが要求された。

### パワーメーター
自機のパワーアップはパワーメーターによって行う。赤カプセルを集めることでパワーメーターのゲージを点灯させていき（セレクトサイン）、装備したいパワーアップゲージが点灯したときにパワーアップボタンを押せば、そのパワーアップを装備できる。パワーアップを果たすとゲージの点灯が解消され、メーターは初期状態に戻る。
パワーメーターが初期状態のときに赤カプセルを1つ取得すると、画面下部のメーターが以下のようになる。
この状態でパワーアップボタンを押せば、「SPEED UP（スピードアップ）」を装備する。それと同時にメーターは初期状態に戻る。
「スピードアップ」を装備せずにさらに赤カプセルを1つ取得すると、以下のようになる。
この状態でパワーアップボタンを押せば、「MISSILE（ミサイル）」を装備する。それと同時にメーターは初期状態に戻る。
あとは上記の繰り返しで、途中でパワーアップせずに赤カプセルを集めていくことで、「DOUBLE」、「LASER」、「OPTION」、「?」と順次点灯させていくことができる。その途中でパワーアップを行えば、そのパワーアップが装備されると同時にゲージの点灯は解消され、初期状態に戻る。ただし、そのとき装備したものがこれ以上装備できない、または重複装備できないものであった場合は、ゲージが初期状態に戻ると同時にゲージ内の表記が消え、再び装備できる状態になるまでは再装備することができなくなる。
なお、メーターの右端に位置する6番目のゲージ「?」を点灯させた状態で、さらに赤カプセルを取得すると、メーターは左端1番目のゲージ「SPEED UP」に戻る。また、続編および派生作品の一部ではゲージの数が6つ以上存在するものもあるが、基本的な流れは同一であり、最後のゲージが点灯中にさらに赤カプセルを取るとやはり1番目のゲージに戻る。
ミス時にパワーメーターのどこかが点灯していた場合は、再スタート時には最初から一つだけ赤カプセルを持った（「SPEED UP」ゲージ点灯）状態から再開する（通称：保険カプセル）。
初期状態の自機は装備が貧弱で移動速度も遅いため、なるべくゲージ非点灯時にミスしないことも攻略上重要な点となる。

## オプション
パワーアップの1つであるオプション（option）は、自機と同じ攻撃を行うが、敵や地形のほとんどを通過できるほぼ無敵の発光体。作品によっては「マルチプル」（multiple）と呼ばれることもある。後に「独立機動弾子」という設定が付けられた。
1機体では最大4個を装備できる。オプションを装備することでさらに攻撃力を単純に倍加でき、最大数装備で単純に5倍の弾数となる。基本的には永続的に装備可能だが、ミスした時、オプションハンターあるいはそれ以前のMSX版『沙羅曼蛇』などのオプションイーターにより奪われた（消滅させられた）時など、オプションを失うこともある。
典型的なタイプのオプションは自機の動きを追従して動くが、同社の『ツインビー』で採用された分身とは異なり（自動スクロール分を除く、以下同様）、自機の停止中はオプションも停止する性質を持つ点が特徴である。この性質を利用し、自機の前後に設置することで攻撃を集中させたり、上もしくは下に並べたまま停止することで広範囲の攻撃が可能になった。また前述の敵・地形をすり抜ける性質を利用し、自機からでは攻撃不可能な位置の敵を攻撃させるという戦術的な利用法も考案され、従来のシューティングゲームにはなかった独特のゲーム性を生み出した。
『グラディウス』以前のシューティングゲームに比べ、オプションは非常に強力なパワーアップであった。オプションの要素は本シリーズのみでなく他メーカー作品を含めた多くのゲームに応用され、同種のパワーアップ方式の代名詞ともなっている。『サンダークロス』のフォーメーションオプションや『R-TYPE』のフォースなど、様々な発展型も生み出されている。また、それらを含めた発展型のオプションが本シリーズに採用されることもある。

## 後続への影響
『グラディウス』の登場は後のシューティングゲームに大きく影響を与えた。具体的には、視覚的にもゲームとしても多彩で個性的なステージをそれぞれ用意したこと、またそれまでのシューティングゲームが攻撃範囲の狭い単発ショットの連射などで敵を狙い撃つことを中心に置いた作品が主流だったのに対し、自機が画面全体を埋めんばかりのショットが使えること、それを前提としたトリッキーな敵配置や激しい敵攻撃を設定したことが、影響を与えた要素として挙げられる。そして、使用されるハード性能が強化されていくと共に、シューティングゲームは敵の狙撃から、本シリーズのような、場そのものの支配を主眼に置いたデザインがされるように転換されていった。一方で、このことはシューティングゲーム全体の高難度化にも繋がり、ジャンルの複雑化を進ませるきっかけを得たことになった。
また、それまで希少種だった横スクロールシューティングゲームは本シリーズによってスタンダードが再構築され、横スクロールシューティングゲームは地形などをゲームに用いた、より戦略的でパターン性の強いゲームが中心となった。その代表が1987年にアイレムが制作した『R-TYPE』であり、グラディウスの影響を大きく受けた作品であることが示唆されている。
コナミ矩形波倶楽部作曲の音楽面でも評価が高く、サウンドトラックやアレンジバージョンも多数発売された。

## 関連作品

### コナミシューティング
- ツインビー - 初代『グラディウス』アーケード版と同様に第1作が1985年に発売された、グラディウスシリーズと並ぶコナミのシューティングゲームシリーズ。MSX版『グラディウス』ではプレイ時にスロット2に『ツインビー』を挿すことでツインビーでプレイ可能になる（後にパロディウスシリーズを生み出すきっかけとなった）のをはじめ、さまざまな面で関連している。
- グラディウスシリーズ以前に発売された、シリーズ系譜の作品
  - スクランブル
  - スーパーコブラ
- その他のコナミの横スクロールシューティング
  - サンダークロス・サンダークロスII
  - スペースマンボウ - もとは『サンダークロス』をMSXに移植しようとして企画された。
  - XEXEX - アーケード版『グラディウスII』開発チームにより開発された。

### その他のコナミ関連作品
ビックバイパー#グラディウスシリーズ以外の登場作品も参照のこと。
- モアイくん - 敵キャラのモアイが主役のスピンオフ作品。
- コナミワイワイワールド - グラディウスの自機であるビックバイパーとツインビーのどちらかを選択して敵であるワルダーの本拠地へ向かう部分がある。
- ときめきメモリアル - PCエンジン版の開発チームが『グラディウスII』の移植チームだったことから、PCエンジン版にはミニゲーム「フォースギア」が収録されている。設定面でもグラディウスシリーズを踏襲している。スコアアタック式のミニゲームだが、ゲームソフト自体の初期バージョンには一部のスコアが加算されないなどのバグが存在した。
- ANUBIS ZONE OF THE ENDERS - 隠しゲームとして、「ゾラディウス」が存在する。ビックバイパーの飛行形態を自機とする。
- BEMANIシリーズ - beatmania IIDX、pop'n music、Toy'sMarchなどにグラディウスシリーズの楽曲がアレンジされたものが数曲収録されている。また、2007年2月24日と2月25日に開催された「ポップンミュージック文化祭」にて、ポップンキャラクターの「ハマノフ」を主人公にした「ハマディウス」というパロディミニゲームがイベント限定で出展された。
- 遊戯王ファイブディーズ オフィシャルカードゲーム - カードにグラディウスの主人公機体「超時空戦闘機ビック・バイパー」、「オプション」、「イースター島のモアイ」と「モアイ迎撃砲」、さらにグラディウスVに付属した小冊子『ビックバイパー開発史』で紹介された「ビクトリー・バイパーXX03（ダブルエックスゼロスリー）」や「オプショントークン」、敵キャラの「巨大戦艦」シリーズ、「ダッカー」、「プロミネンス・ドラゴン」などが登場している。
- スカイガールズ - グラディウスの自機であるビックバイパーが作品中に登場する統合人類軍の兵器として登場している。
- ときめきアイドル - 登場人物の一人、伊澄 いずみのアイドル志望動機が当シリーズの続編制作を願いたいが為とのこと。また、彼女の掛け声の中に当ゲームから誕生したコナミコマンドに関するのも存在し、また、アイテムの中にパワーアップカプセルを模したアイテムも存在している。